# Christian Carl von Glück
Christian Carl von Glück (* 8. Oktober 1791 in Erlangen; † 11. Oktober 1867 in München) war ein deutscher Richter, Politiker, Dichter und Porträtsammler.

## Leben
Glück war der älteste Sohn des Rechtswissenschaftlers Christian Friedrich von Glück und Enkel des Rechtswissenschaftlers Johann Burkhard Geiger. Er studierte an der Friedrich-Alexander-Universität Erlangen Rechtswissenschaft. 1808 wurde er Mitglied des Corps Baruthia. 1817 nahm er am Wartburgfest teil.  Im selben Jahr wurde er zum Dr. iur. promoviert. Danach wandte er sich bei der Burschenschaft der Bubenreuther der burschenschaftlichen Bewegung zu. Nach dem Studium zunächst Magistratsrat, trat er 1821 in die Rechtspflege des Königreichs Bayern. Zuletzt war er Oberappellationsgerichtsrat am Oberappellationsgericht München. Wissenschaftlich befasste er sich vornehmlich mit dem Familienrecht. Er war Mitglied der Frankfurter Nationalversammlung.

## Porträts
Glück trug über 60.000 Lithographien, Kupferstiche, Zeichnungen und Gemälde zusammen. Von den Ölgemälden seines Schwagers Alexander Macco blieben viele in Bamberg. Glück ordnete die Bilder nach einem eigenen System und machte sie auch Dritten nutzbar. Seine beiden Stammbücher enthalten über 100 Göttinger Wiederhold-Kupfer, die damals als Massenware hergestellt wurden. Die Sammlung blieb im Familienbesitz erhalten; ein Katalog wurde 1935 veröffentlicht. Die kleineren Graphiken wurden von der Familie vor Jahren nach München (wohl an die Bayerische Staatsbibliothek) verkauft. Ein weiterer Teil des Glück-Nachlasses (Familiensammlung) und die beiden Stammbücher befinden sich heute wohl als Leihgabe im Staatsarchiv Würzburg,

## Schriften
- Präjudicien aus der ehegerichtlichen Praxis, 1838.
- Bemerkungen hinsichtlich der neu zu bildenden protest. Ehegerichte in den k. b. Landestheilen diesseits des Rheines, 1861. Digitalisat (Harvard)
- Sammlung ehegerichtlicher Entscheidungen des k. b. Oberappellationsgerichts nebst einigen appellationsgerichtlichen Erkenntnissen in Ehesachen, 1864. Digitalisat (Harvard)
- Früchte stiller Weihestunden. München 1864. Digitalisat des Exemplars der Bayerischen Staatsbibliothek